# Akshaya Patra
L'Akshaya Patra (sanskrit : अक्षयपात्र) signifiant récipient inépuisable, est un objet du Mahabharata, épopée hindoue. Récipient enchanté offert à Yudhishthira par le Seigneur Surya, il contient chaque jour une réserve de nourriture inépuisable pour les Pandavas.

## Légende
Lors de l'exil des Pandavas dans la forêt, ces princes reçurent des visites de ministres, rois, sages et dignitaires, qui, horrifiés par la tournure des évènements, affichèrent leur soutien envers les Pandava. Ces derniers étant démunis et vivant dans un lieu sans ressources, Draupadi, leur épouse, trouva difficile d'offrir l'hospitalité. Yudhishthira, aîné des Pandava, pria le dieu Surya, qui lui a béni l'Akshaya Patra, le récipient inépuisable. Selon une autre version, c'est Draupadi qui pria le Seigneur Krishna. Satisfait de ces prières, le Seigneur Krishna l'a bénie avec l'Akshaya Patra, un récipient qui donnerait de la nourriture à volonté chaque jour jusqu'à ce que Draupadi ait fini de manger.

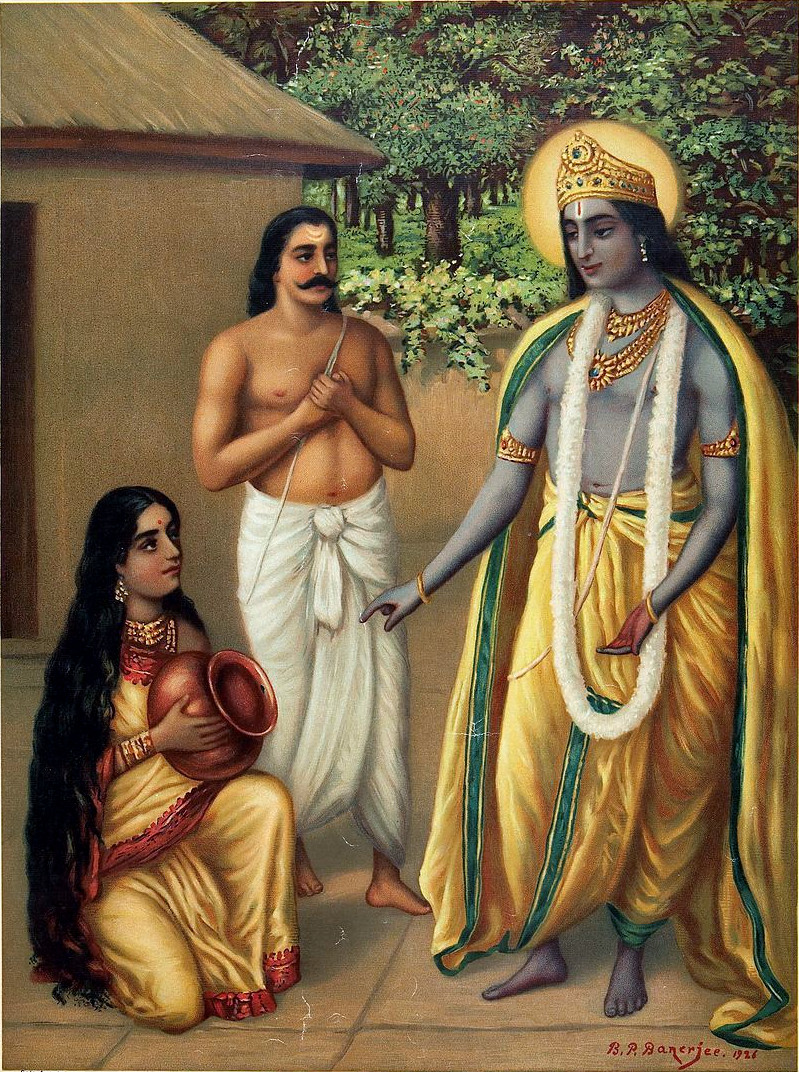
L'un des miracles de Sri Krishna

Pendant l'exil des Pandavas, Durvasa et plusieurs disciples se rendirent à Hastinapura. Duryodhana et son oncle maternel Shakuni réussirent à satisfaire le sage. Durvasa était content de lui accorder une faveur. Duryodhana, dans le désir secret que Durvasa maudisse les Pandavas avec colère, demanda au sage de rendre visite à ses cousins dans la forêt après que Draupadi a mangé son repas, sachant que les Pandavas n'auraient alors rien pour le nourrir,. 
Ainsi, Durvasa et ses disciples rendirent visite aux Pandavas dans leur ermitage dans la forêt, selon la demande de Duryodhana. Pendant cette période d'exil, les Pandavas obtenaient leur nourriture au moyen de l'Akshaya Patra, qui s'épuisait chaque jour une fois que Draupadi avait terminé son repas. Parce que Draupadi avait déjà mangé au moment où Durvasa arriva ce jour-là, il n'y avait plus de nourriture à lui servir, et les Pandavas s'inquiétaient quant à leur sort s'ils ne parvenaient pas à nourrir un sage aussi vénérable. Pendant que Durvasa et ses disciples se baignaient dans la rivière, Draupadi pria Krishna pour obtenir de l'aide. Krishna apparut immédiatement devant Draupadi en disant qu'il avait extrêmement faim et lui demanda de la nourriture. Draupadi, exaspérée, répondit que sa prière avait justement pour objet le manque de nourriture. Krishna dit alors de lui apporter l'Akshaya Patra. Quand elle l'eut fait, il mangea le seul grain de riz et le morceau de légume qu'il trouva collés au récipient et annonça qu'il était satisfait du repas, ce qui assouvit la faim de Durvasa et de ses disciples. La satisfaction de Krishna (décrit ici comme l'Être suprême qui imprègne l'univers entier) est signe de l'assouvissement de la faim de tous les êtres vivants. Le sage Durvasa et ses disciples partirent ensuite tranquillement après leur bain, sans retourner à l'ermitage des Pandavas : ils craignaient de faire face à ce qu'ils pensaient être la réaction courroucée des Pandavas face à leur comportement impoli de refuser la nourriture qui leur serait servie,.